# Drosophila straubae
Drosophila straubae este o specie de muște din genul Drosophila, familia Drosophilidae, descrisă de Heed în anul 1991. Conform Catalogue of Life specia Drosophila straubae nu are subspecii cunoscute.